# Siam
|  | Aquest article tracta sobre el regne del sud-est asiàtic existent entre els segles XIII i XX. Si cerqueu l'estat actual, vegeu «Tailàndia». |

Siam era un regne al centre del sud-est asiàtic, que comprenia els territoris del que avui és Tailàndia, Cambodja i Laos. Segons diverses fonts la capital del Regne de Siam va ser Ayutthaya des del segle xvi fins al segle xviii. Bangkok, la nova capital, va ser anomenada posteriorment Siam. Entre el 24 i el 27 juny del 1932, el govern de Siam va canviar oficialment el nom del país a Tailàndia. Suposadament la gent no local hauria anomenat Siam al que era el Regne d'Ayutthaya, quan els habitants locals ja s'identificaven a si mateixos com a tais. Fonts xineses també en diuen Xian, o Luo Xian Guo.